# Schubbrücke

Prinzip der Schubbrücke

Eine Schubbrücke (auch Schiebebrücke oder Rollbrücke genannt) ist eine bewegliche Brücke mit einem horizontal beweglichen Tragwerk, auf dem sich der Verkehrsweg befindet. Das Tragwerk wird in Längsrichtung zurückgezogen, um den Weg für Schiffe freizugeben. 
Beispiele für Schubbrücken:
- Dänemark: die Inderhavnsbroen in Kopenhagen
- Deutschland: die Rollbrücke über die Este in Hamburg-Cranz und die Reserve-Schubbrücke für Fußgänger in Kiel, direkt neben der Faltbrücke an der Hörn
- Frankreich: Brücke über die Naye-Schleuse in Saint-Malo
- Niederlande: Fußgängerbrücke über den Rommelhaven in Harlingen und Brücke in der Nähe von Leiden
- Polen: Schubbrücke in Darłówko (dt. Rügenwaldermünde)
- Schweden: die Ultunabron südlich von Uppsala

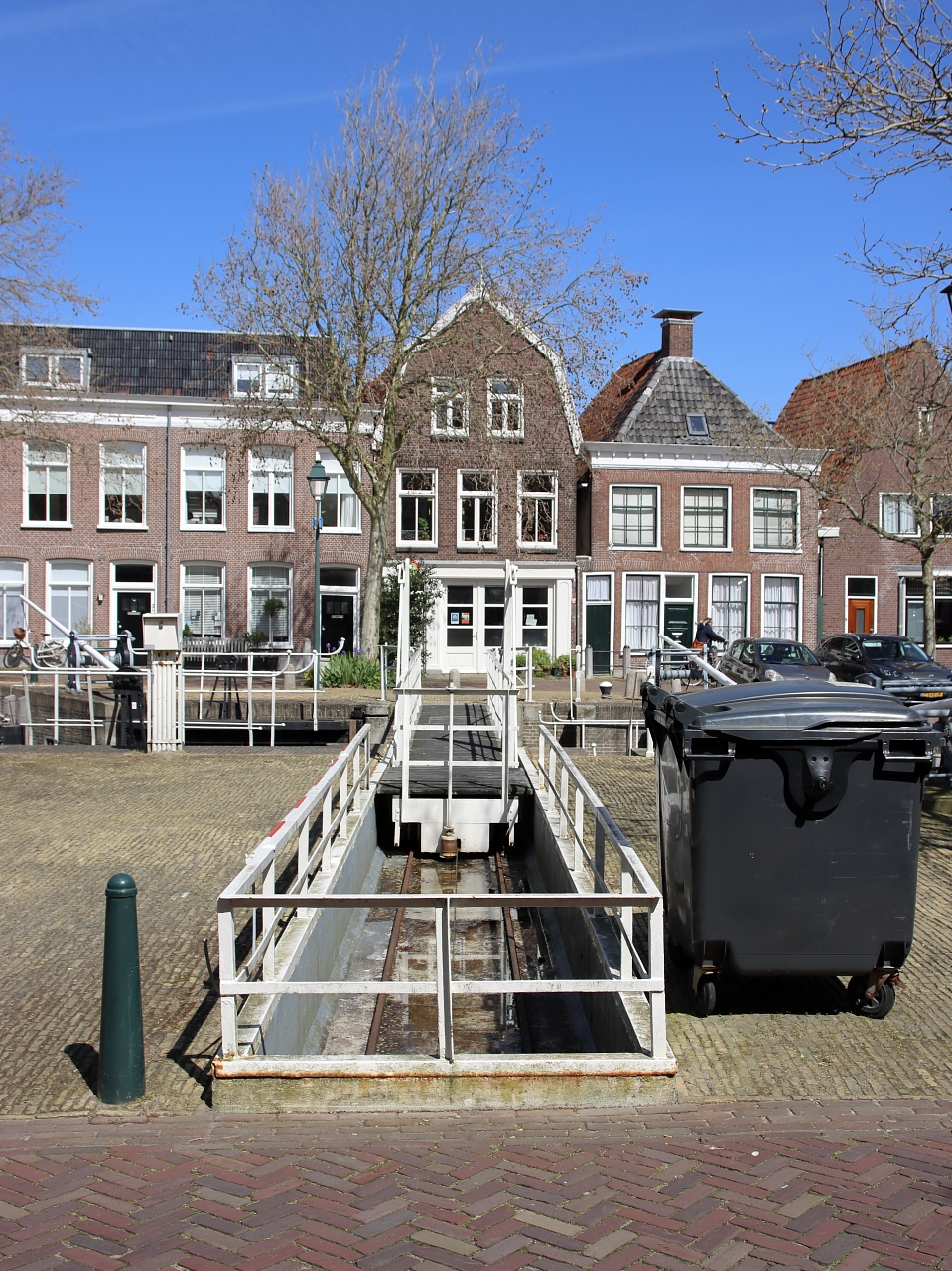
Schiebebrücke über den Rommelhaven in Harlingen
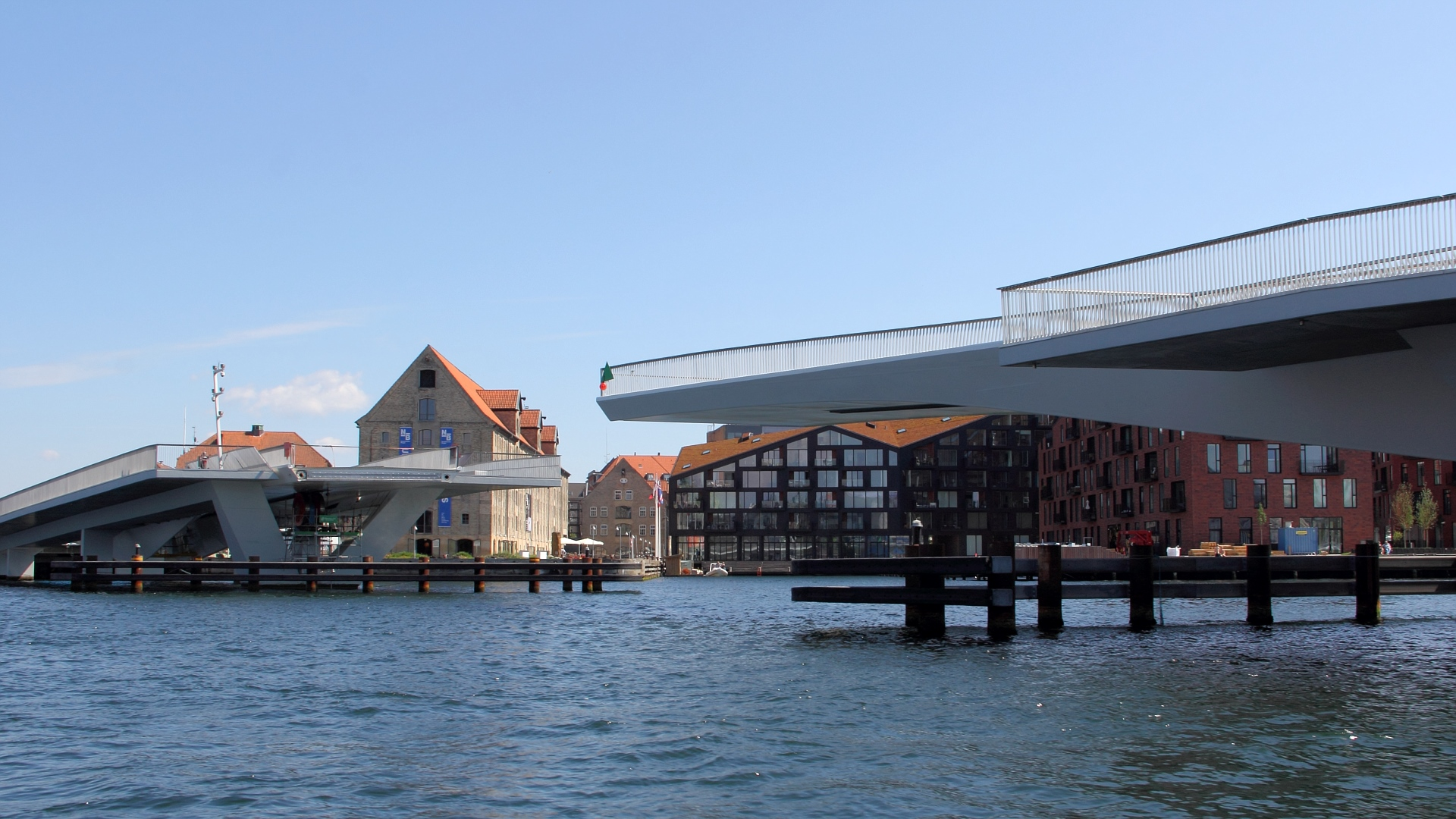
Inderhavnsbroen in Kopenhagen
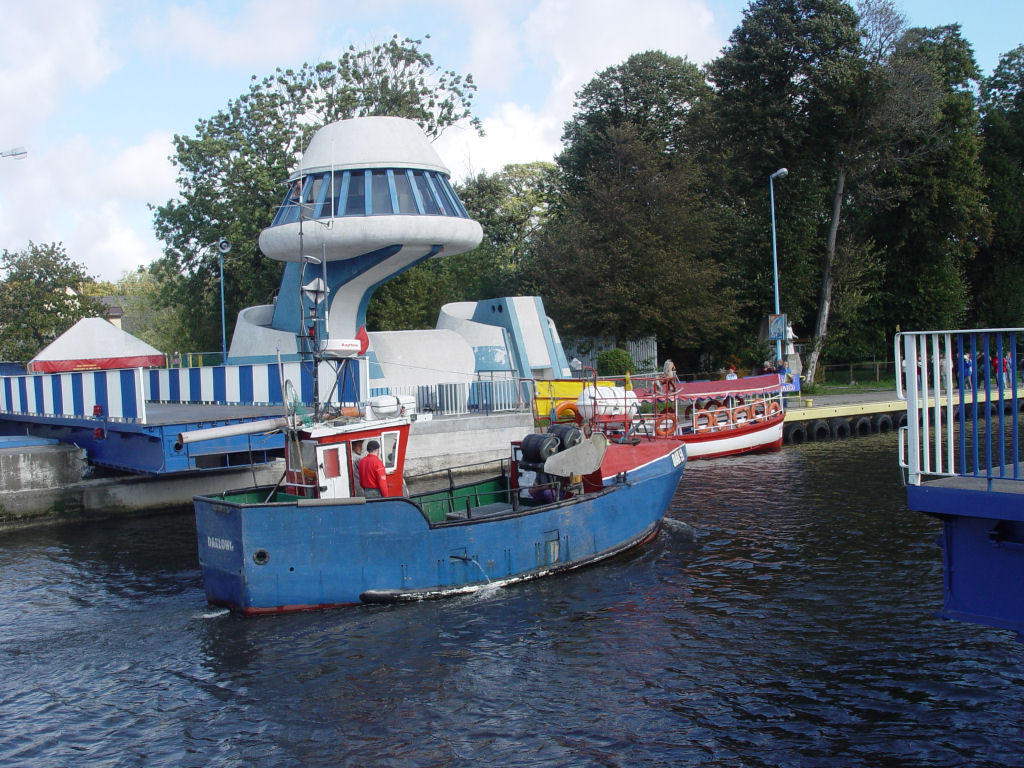
Schubbrücke von Darłowo
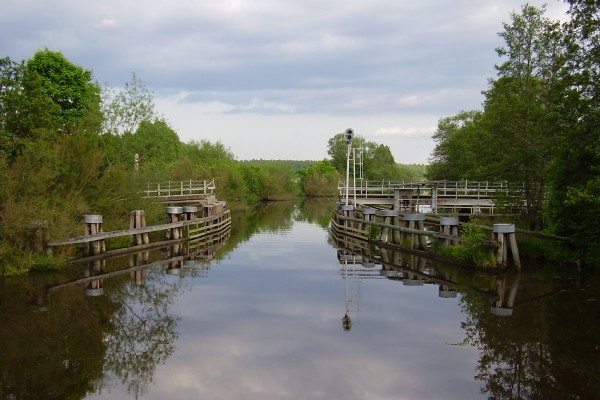
Ultunabron bei Uppsala
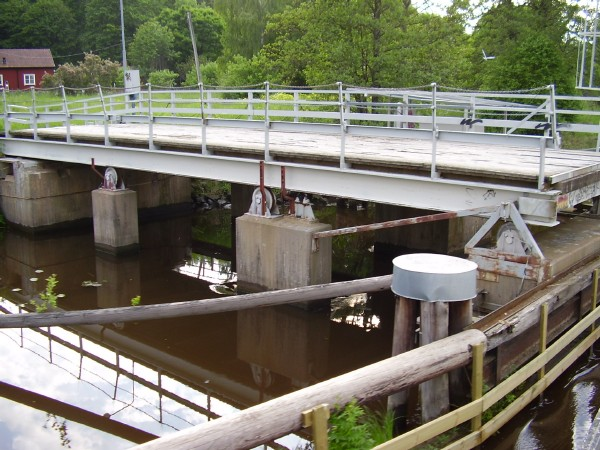
Ultunabron bei Uppsala

Aber auch in anderen europäischen Ländern gibt es Schubbrücken, so in Belgien, Griechenland, Italien oder dem Vereinigten Königreich.
„Schiebebrücke“ ist nicht zu verwechseln mit „Brückeneinschub“. Letzteres ist ein Bauverfahren: Die neue Brücke wird nicht an ihren späteren Standort, sondern knapp daneben errichtet. Nach dem Abbruch der alten Brücke wird die neue auf Schienen mittels Hydraulik an ihren endgültigen Standort geschoben. So wird z. B. eine wochen- oder monatelange Unterbrechung einer Bahnstrecke vermieden (Näheres siehe Brücke#Herstellung).